# 차기 프랑스 항공모함
PA2는 프랑스의 차기 항공모함이다. Porte-Avions 2로서, 항공모함 2라는 의미이다.

## 역사
프랑스 탈레스 그룹과 프랑스 국영 DCNS에서 건조할 것이다. 영국의 차기 항공모함인 퀸 엘리자베스급 항공모함을 설계한 탈레스 UK/BMT가 참여한다. 70,000톤급 또는 75,000톤급이며, 슈퍼캐리어가 될 것으로 보인다. 2013년 프랑스 국방백서에서 계획을 취소했다고 밝혔다. 2021년 기준으로, PANG급 항공모함 건조가 추진되고 있다.
핵추진 옵션은 들어있지 않다. 왜냐하면 완전히 새로운 설계를 요구하기 때문이다.
4만톤급 핵추진 샤를 드 골 항공모함은 1989년 4월 건조를 시작하였다. 이것은 1994년 5월에 진수되었는데, 2001년까지도 공식 취역을 못했다. 많은 문제점이 발견되었기 때문이다. 함재기를 시험해 보니 비행갑판이 더 길어져야 했다. 프로펠러가 부서지고, 심한 소음의 문제도 있었다. 프랑스 해군은 2번함을 포기했고, 영국 해군의 차기 항공모함인 퀸 엘리자베스급 항공모함의 설계를 공유할 것을 검토했다.
프랑스 항공모함은 탈레스와 DCN의 합작으로 건조될 것이다. 283m 길이에 75,000톤급이며, 영국의 퀸 엘리자베스급 항공모함을 개조한 디자인이다.

## 포레스탈
세계 최초이자 미국 해군 최초의 대형 항모(슈퍼캐리어)는 재래식 추진의 포레스탈급 항공모함이다. 차기 프랑스 항공모함은 재래식 추진의 프랑스 최초 슈퍼캐리어이므로, "프랑스판 포레스탈"에 해당한다.

## 영국
영국은 2014년 1번함, 2016년 2번함을 취역하기로 하였다. 샤를드골함은 2015년에 핵연료 재장전을 할 것이다.
영국은 STOVL 함재기를 새 항모에 사용하기로 했지만, 프랑스는 다소 라팔, E-2C 호크아이, NH-90을 사용할 것이다. CATOBAR는 미국의 니미츠급 항공모함에 사용된 캐터펄트를 사용할 것이다. C13-2 증기 캐터펄트로서, 길이는 90m이다. 32대의 라팔, 3대의 호크아이, 5대의 NH-90 대잠전 헬리콥터를 탑재한다. 자동화와 첨단화로 승무원은 대략 1,650명이 될 것이며, 이는 샤를드골함의 1,950명보다 적다.
함교는 2개가 될 것이다. 하나는 항해에 사용되고, 하나는 항공작전에 사용될 것이다.
영국 해군의 요구조건과 맞아야 하기 때문에, 핵추진 옵션은 없다. 영국정부는 비용 때문에 핵추진을 반대했다. 항속거리는 19,000km가 될 것이다.
함명으로 리슐리외가 제안되었다. 아르망 장 뒤 플레시 드 리슐리외의 이름을 딴 것이다. 원래는 샤를 드골이 고려되었다.
하지만 아직 결정된 사항은 없다.

## 같이 보기
- PANG급 항공모함
- 퀸 엘리자베스급 항공모함
- 포드급 항공모함